# Jaymes Young
Jaymes McFarland (Seattle, Washington; 1 de septiembre de 1991) más conocido como Jaymes Young es un cantante y músico estadounidense. El 9 de septiembre de 2013 lanzó el sencillo «Dark Star EP», con la cual se dio a conocer. Su álbum debut «Feel Something» fue lanzado el 23 de junio de 2017.

## Carrera
En 2013 firmó un contrato de grabación con Atlantic Records y realizó una gira con el trío trip hop London Grammar. Lanzó su segundo EP Habits of My Heart el 28 de septiembre de 2014 en Atlantic Records y abrió para Vance Joy en la gira "Dream Your Life Away" de este último. Apareció junto a Birdy en "I'll Keep Loving You" de David Guetta en el álbum Listen de 2014 de Guetta.
En 2016, trabajó con el músico electrónico estadounidense Zhu. En coescritura y presentando voces no acreditadas en dos canciones, titulada "Hometown Girl", que originalmente se basó en la relación de Meghan Gier y Benjamin Griffith y "Cold Blooded", que se basó en la vida de Jaymes Young a una edad temprana. Las canciones finalmente se convirtieron en parte del álbum de estudio de ZHU, Generationwhy, que se lanzó el 29 de julio de 2016.
El 11 de mayo de 2018 McFarland dijo que se estaba alejando del proyecto Jaymes Young, anunciado en su Facebook "Me estoy tomando un descanso permanente de Jaymes Young como un proyecto. Regresaré de alguna manera [...] Puedo Prometo eso. Debo mucha más música a quienes me han apoyado. Estoy siguiendo el camino que siento que es mejor. Gracias por escuchar".
El 12 de julio de 2019 McFarland regresó con una nueva canción, el reflexivo "Happiest Year". El 27 de septiembre de 2019 lanzó el sencillo de su tema "Paradox" que trata sobre la una relación que alguna vez tuvo con una chica.

## Vida personal
McFarland creció en Seattle y atribuye su variado interés por la música a sus padres y hermanos amantes de la música (dos hermanos mayores y una hermana menor).
Sus influencias musicales incluyen: Radiohead, Maroon 5, Iron & Wine y Death Cab for Cutie. McFarland comenzó a tocar la guitarra y escribir letras a los 14 años.
La música se convirtió en una salida creativa para sus ideas e inspiración. Además de la música, sus intereses incluyen la ciencia y la filosofía. Actualmente reside en Los Ángeles. Antes de que adoptara el nombre de Jaymes Young.
McFarland era miembro de una pequeña banda con sede en Seattle llamada Corner State That que lanzó un solo álbum en 2010.

## Discografía
Álbumes
- Dark Star EP (2013)
- Habits of my heart (2014)
- Alone together (2016)
- Feel Something (2017)

Sencillos
- 2013: «What Is love»
- 2013: «Moondust»
- 2013: «Fragments»
- 2017: «We won't»
- 2017: «Feel Something»
- 2019: «Happiest Year»[6]
- 2019 «Paradox»[7]